# Physiphora laticauda
Physiphora laticauda är en tvåvingeart som först beskrevs av Friedrich Hermann Loew 1873.  Physiphora laticauda ingår i släktet Physiphora och familjen fläckflugor. Inga underarter finns listade i Catalogue of Life.